# 조니사마이드
조니사마이드(Zonisamide)는 간질 및 파킨슨 병의 증상을 치료하는 데 사용되는 약물이다. 화학적으로 설폰아미드(Sulfonamide)계이다. 파킨슨 병, 부분 발작 발작이있는 성인의 보조 치료로 주로 사용되는 항경련제 역할을 한다.영아 연축, 혼합 발작 유형의 레녹스-가스토 증후군(Lennox–Gastaut syndrome), 간대성근경련증(myoclonus) 및 일반 전신강직간대발작에도 사용되며 또한 때때로 발병 부분 발작에 대한 단일 요법으로 사용되기도 한다.

## 약동학
조니사마이드는 약동학적으로 1,2-벤지속사졸(1,2-Benzisoxazole) 고리의 환원성 결합 절단을 통해 주로 CYP3A4(Cytochrome P450 3A4) 동질효소(isoenzyme)뿐만 아니라 CYP3A5 및 CYP3A7에서 2-(설파모일아세틸)-페놀(2-(sulphamoylacetyl)-phenol)에 의해 대사(metabolism)된다.

## 같이 보기
- 토피라메이트
- 페노바르비탈